# Richard le Grant
Ricjard le Grant (Nazeing, ... – San Gemini, 3 agosto 1231) è stato un arcivescovo inglese.

## Biografia
Nato nell'Essex, divenne cancelliere della diocesi di Lincoln durante gli anni 1220 e questa era la sua carica quando nel 1229 Enrico III lo nominò arcivescovo di Canterbury in opposizione a Walter di Eynsham. La scelta fu supportata dal vescovo di Coventry e dal vescovo di Rochester, che scrissero al papa per invitarlo a scegliere Grant per l'arcidiocesi di Canterbury.
Consacrato arcivescovo il 10 giugno 1229, si trovò presto in opposizione con Hubert de Burgh per motivi legali e rifiutò la richiesta di Enrico III di un secondo scutagium a Westminster nel gennaio 1231. Si oppose al pluralismo, cioè alla possibilità di cumulare più benefici, e alla pratica che coinvolgeva sacerdoti nell'amministrazione del regno, motivo per cui si recò a Roma per presentare le sue obiezioni al papa. La missione ebbe successo, ma l'arcivescovo morì sulla strada del ritorno e fu sepolto a San Gemini nel 1231.

## Genealogia episcopale e successione apostolica
La genealogia episcopale è:
- Cardinale Ottaviano Poli dei conti di Segni
- Papa Innocenzo III
- Cardinale Stephen Langton
- Vescovo Henry Sandford
- Arcivescovo Richard le Grant

La successione apostolica è:
- Vescovo Elias di Radnor (1230)
- Vescovo Anselm le Gras, O.F.M. (1231)